# Sandro Manser
Sandro Manser (27 ottobre 2005) è uno sciatore alpino svizzero.

## Biografia
Specialista delle prove veloci attivo dall'ottobre del 2021, in Coppa Europa Sandro Manser ha esordito il 20 dicembre 2022 a Sankt Moritz in discesa libera (85º) e ha conquistato il primo podio il 12 febbraio 2025 a Crans-Montana nella medesima specialità; ai Mondiali juniores di Tarvisio 2025 ha vinto la medaglia d'argento nel supergigante. Non ha debuttato in Coppa del Mondo e non ha preso parte a rassegne olimpiche o iridate.

## Palmarès

### Mondiali juniores
- 1 medaglia:
  - 1 argento (supergigante a Tarvisio 2025)

### Coppa Europa
- Miglior piazzamento in classifica generale: 53º nel 2025
- 1 podio:
  - 1 secondo posto